# 18935 Альфандмедіна
18935 Альфандмедіна (2000 QE37, 1996 HT23, 18935 Alfandmedina) — астероїд головного поясу, відкритий 24 серпня 2000 року.
Тіссеранів параметр щодо Юпітера — 3,636.